# Liste der Baudenkmale in Hornstorf
In der Liste der Baudenkmale in Hornstorf sind alle denkmalgeschützten Bauten der mecklenburgischen Gemeinde Hornstorf und ihrer Ortsteile aufgelistet. Grundlage ist die Veröffentlichung der Denkmalliste des Kreises Nordwestmecklenburg mit dem Stand vom 16. September 2020.

## Baudenkmale nach Ortsteilen

### Hornstorf
| ID  | Lage                             | Bezeichnung                                                                                  | Beschreibung | Bild                                                                                         |
| --- | -------------------------------- | -------------------------------------------------------------------------------------------- | ------------ | -------------------------------------------------------------------------------------------- |
| 716 | Hauptstraße Hornstorf 16 (Karte) | Pfarrhaus (ehem. Schule)                                                                     |              |                                                                                              |
| 717 | Hauptstraße Hornstorf (Karte)    | Dorfkirche Hornstorf mit Feldsteinportal auf dem ehem. Friedhof u. Grabstätte Harms von 1808 |              | Dorfkirche Hornstorf mit Feldsteinportal auf dem ehem. Friedhof u. Grabstätte Harms von 1808 |

## Ehemalige Denkmale
| ID  | Lage                 | Bezeichnung | Beschreibung | Bild |
| --- | -------------------- | ----------- | ------------ | ---- |
| 718 | Schwedenschanze 3–11 | Bauernhof   |              |      |

## Quelle
- Denkmalliste des Landkreises Nordwestmecklenburg (Stand: 9. November 2023; PDF, 1,2 MByte)

- Karte mit allen Koordinaten:
- OSM |
- WikiMap